# (127546) 2002 XU93

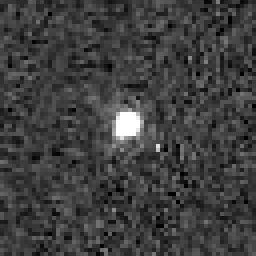
Ảnh chụp TNO 2002 XU93.

(127546) 2002 XU93, chỉ định tạm thời 2002 XU93, là một vật thể ngoài sao Hải Vương và centaur trên quỹ đạo rất nghiêng và lệch tâm ở khu vực bên ngoài của Hệ Mặt Trời. Nó có đường kính khoảng 170 km (110 mi) và là một trong số ít vật thể có quỹ đạo bất thường như vậy. Nó được phát hiện vào ngày 4 tháng 12 năm 2002, bởi nhà thiên văn học người Mỹ Marc Buie tại Đài thiên văn quốc gia Kitt Peak ở Arizona, Hoa Kỳ.

## Quỹ đạo và phân loại
2002 XU93 quay quanh Mặt trời ở khoảng cách 21 - 114 AU cứ sau 552 năm và 1 tháng (201.654 ngày; trục bán chính là 67,3 AU). Quỹ đạo của nó có độ lệch tâm 0,69 và độ nghiêng 78 ° so với đường hoàng đạo. Vòng cung quan sát của vật thể bắt đầu bằng quan sát khám phá chính thức tại Đỉnh Kitt vào tháng 12 năm 2002. Đối tượng này thuộc quần thể ncentaurthời gian ngắn. Về mặt tổng quát, nó cũng được phân loại là một vật thể xuyên sao Hải Vương vì trục bán chính của nó lớn hơn 30,1 AU của sao Hải Vương. Do quỹ đạo rất nghiêng và lệch tâm này, và với thông số của Tisserand chỉ là 1.167, quỹ đạo giống như sao chổi của nó giống với nhóm damocloid và centaur kéo dài. Đây là một trong số ít các vật thể có độ nghiêng trên 60 ° và độ lệch dưới 15 AU, cùng với 2008 KV42 được phát hiện đầu tiên.
| Hành tinh nhỏ xa | TNO | Centaur | Damocloid |

## Đặc điểm vật lý
2002 XU93 có loại phân loại BB - BR. Nó chỉ hiển thị một bề mặt màu đỏ vừa phải với độ dốc phổ tương tự như các sao chổi đã biết, sao chổi đã tuyệt chủng, thiên thể troia của Sao Mộc, thiên thể troia của Sao Hải Vương, vệ tinh dị hình và damocloids.
Với cường độ Bạn R là 1,2,: 23 chênh lệch giữa cường độ lọc màu xanh và đỏ, nó vẫn đỏ hơn quang phổ của Mặt trời (là 1,02 mag). Nó có cường độ tuyệt đối 8,0.

### Đường kínhvàsuất phản chiếu
Theo khảo sát được thực hiện bởi sứ mệnh NEOWISE của Nhà khảo sát hồng ngoại trường rộng của NASA, 2002 XU93 có đường kính 170 km và bề mặt của nó có suất phản chiếu thấp 0,04.  Kho lưu trữ của Johnston cho đường kính trung bình 164 km (102 mi) và albedo 0,038 từ các phép đo khác nhau, trong khi nhà thiên văn học Michael Brown đưa ra một suất phản chiếu 0,04 và đường kính 180 km (110 mi) từ các quan sát phóng xạ, liệt kê độ lớn tuyệt đối là 7,9. Do kích thước nhỏ của nó, Brown không coi nó là ứng cử viên hành tinh lùn, nhóm nó vào danh mục "có thể không" trong sơ đồ phân loại của mình.

### Chu kỳ quỹ đạo
Kể từ năm 2018, không có đường ánh sáng cong quay của vật thể này được lấy từ các quan sát trắc quang. Thời gian quay, cực và hình dạng của đối tượng vẫn chưa được biết.

## Đánh số và đặt tên
Hành tinh nhỏ này được Trung tâm Hành tinh nhỏ đánh số vào ngày 14 tháng 3 năm 2006 (M.P.C. 56238). Nó vẫn chưa có được một tên chính thức.